# Régis Boyer
Régis Boyer (Reims, 25 giugno 1932 – Saint-Maur-des-Fossés, 16 giugno 2017) è stato uno storico delle religioni e linguista francese.

## La vita
Professore ordinario di "Lingue, Letterature e Civiltà Scandinave" presso l'Università di Parigi Sorbonne (Paris IV), Régis Boyer ha ricoperto anche l'incarico di condirettore del Centro di Storia delle Religioni nella medesima università.
Specialista di lingue scandinave, Régis Boyer ha condotto studi anche sulle credenze religiose dei popoli nordici e, più in generale, sui popoli indoeuropei.

## Le opere

### Letteratura
- 1986 - Le Mythe viking dans les lettres françaises, Le Porte-glaive, ISBN 2-906468-00-2
- 1990 - La Poésie scaldique, Le Porte-glaive, coll. « Patrimoine de l'Europe » ISBN 2-906468-13-4
- 1992 - Les Sagas islandaises, Payot, coll. « Bibliothèque historique », ISBN 2-228-88468-5
- 1996 - Histoire des littératures scandinaves, Fayard, ISBN 2-213-59764-2

### Storia
- 1976 - Les Vikings et leur civilisation : problèmes actuels, Editions de l'EHESS, coll. « Bibliothèque arctique et antarctique », ISBN 2-7132-0048-2
- 1987 - Mœurs et psychologie des anciens Islandais, Le Porte-glaive, ISBN 2-906468-06-1
- 1992 - La Vie quotidienne des Vikings (800 - 1050), Hachette, réédition 2003 - Les Vikings, Hachette Littératures, coll. « La Vie quotidienne », ISBN 2-01-235690-7
- 1992 - Les Vikings, Plon ISBN 2-259-02236-7
- 1994 - La Mort chez les anciens Scandinaves, Les Belles Lettres, coll. « Vérité des mythes », ISBN 2-251-32421-6
- 2002 - L'Islande médiévale, Belles Lettres, coll. « Guide Belles lettres des civilisations », ISBN 2-251-41014-7
- 2001 - L'Art viking, La Renaissance du livre, ISBN 2-8046-0556-6
- 2002 - Les Vikings, Le Cavalier bleu, coll. « Idées reçues », ISBN 2-84670-040-0
- 2002 - Les Vikings, Perrin, coll. « Pour l'histoire », ISBN 2-262-01954-1
- 2004 - L'Europe des Vikings (en collaboration), Hoebeke, ISBN 2-84230-202-8
- 2005 - Les Vikings, premiers européens VIIe-XIe siècle Les nouvelles découvertes de l'archéologie (sous la direction), Autrement, coll. « Mémoires / Histoire », ISBN 2-7467-0736-5

### Religioni
- 1986 - Le monde du double La magie chez les anciens Scandinaves, L'Ile Verte Berg International ISBN 2-900269-48-2
- 1987 - Le Christ des Barbares. Le Monde nordique (IXe - XIIIe siècle), Cerf, coll. « Jésus depuis Jésus », ISBN 2-204-02766-9
- 1992 - Yggdrasill La religion des anciens Scandinaves, Payot, coll. « Bibliothèque historique », ISBN 2-228-88469-3
- 2000 - La Grande Déesse du Nord, Berg International, coll. « Faits et représentations », ISBN 2-911289-00-5
- 1999 - Héros et dieux du nord : Guide iconographique, Flammarion, coll. « Tout l'art », ISBN 2-08-012274-6